# Roberto Baldazzini
Roberto Baldazzini, né le 18 août 1958 à Vignola, est un illustrateur et auteur de bande dessinée italien, principalement connu pour ses œuvres érotiques.

## Biographie
Baldazzini obtient un diplôme d'expert en commerce et il s'intéresse ensuite aux arts graphiques, s'inscrivant à l'Académie des Beaux-Arts. En 1980, il cofonde le fanzine Pinguino, dans lequel il crée le personnage du détective Ronnie Fumoso sur les textes de Daniele Brolli. Il poursuit avec lui la collaboration en créant un autre personnage policier, Alan Hassad, qui paraît dans Orient Express (rivista) (it) à partir de 1982, ainsi que Martin Trevor.
En 1984, Baldazzini dessine son premier personnage féminin sur un scénario de Lorena Canossa (dans le no 22 d'Orient Express), qui représente l'actrice Stella Noris ; la série est ensuite reprise dans le magazine Comic Art. Baldazzini participe également à la série 31/12/1999 sur un scénario de Lorena Canossa. Baldazzini est également le dessinateur d'une biographie sur Jim Morrison, ainsi que Fixtown. L'auteur travaille ensuite pour la publicité, le design et l'illustration (Vanity Fair italien, Marie Claire), tout en poursuivant ses travaux sur des personnages féminins. Après avoir entamé une collaboration avec la revue Blue (rivista) (it) en 1995, ses œuvres portent plus franchement sur le style érotique. Il dessine des femmes sensuelles ainsi que des personnages trans, comme dans Casa HowHard et Beba - Les 110 pipes.
En 2021, avec le scénariste Jean-Michel Dupont, il signe Sweet Jayne Mansfield, roman graphique consacré à Jayne Mansfield. L’ouvrage est publié par Glénat, dans la collection 9½ dirigée par le scénariste et historien du cinéma Noël Simsolo. Il est préfacé par Jean-Pierre Dionnet.
La même année, paraît également en France Hollywoodland, polar sorti en Italie en 2019 et co-signé avec le scénariste Michele Masiero.
Roberto Baldazzini exerce également dans le domaine publicitaire, réalisant des campagnes pour TIM, Erg et Axe.

## Œuvres

### Bandes dessinées en italien
- Alan Assad. Un giorno soltanto, Milano, L'isola trovata, 1985 (textes de Daniele Brolli).
- Stella Noris. Uragano, Roma, Comic Art, 1989 (textes de  Lorena Canossa).
- Ombre d'amore, Bologna, Granata Press, 1990 (textes de  Lorena Canossa).
- Jim, Bologna, Granata Press, 1991 (textes de  Pino Cacucci).  (ISBN 88-7248-015-9).
- 31-12-1999, Bologna, Granata Press, 1992  (textes de Lorena Canossa).  (ISBN 88-7248-030-2).
- Trans-Est, Bologna, Phoenix Enterprise, 1994 (textes de  Daniele Brolli).  (ISBN 88-86435-01-0).
- Risvegli, Bologna, Phoenix Enterprise, 1994  (textes de Elena La Spisa).
- Sweet Susy, Bologna, Kappa Edizioni, 1997 (textes de Elena La Spisa).  (ISBN 88-87497-54-0).
- Casa HowHard, Roma, Castelvecchi, 1997.
- Who killed Bettie, Roma, Sound&Vision, 1997 (textes de Michele Masiero (it)).
- Chiara Rosenberg, Roma, Mare nero, 1998.  (ISBN 978-88-87495-00-3).
- Bizarreries Book One, Glittering Images, 2001 (avec Franco Saudelli).
- Casa HowHard 2. La sfida, Roma, Mare nero, 2001.  (ISBN 978-88-87495-20-1).
- Ines - La ragazza pneumatica, Bologna, Kappa Edizioni, 2002 (textes de Celestino Pes).  (ISBN 88-87497-96-6).
- Bizarreries Book Two, Glittering Images, 2002 (avec Franco Saudelli).
- Beba – Le 110 pompe, Bologna, Kappa Edizioni, 2006.  (ISBN 978-88-7471-128-4).
- Dei e Uomini, Panini Comics, 2013 (textes de Jean-Pierre Dionnet).
- L'inverno di Diego, Bologna, The Box Edizioni, 2013.  (ISBN 978-88-6846-000-6).
- Hollywoodland, Sergio Bonelli Editore, 2019 (Scénario de Michele Masiero)

### Éditions en français
- Un jour seulement (dessin et couleurs), scénario de Daniele Brolli, Les Humanoïdes Associés coll. « Sang pour sang », 1984  (ISBN 2-7316-0329-1)
- Ouragan (dessin), scénario de Lorena Canossa, Albin Michel, coll. « Thriller », 1989  (ISBN 2-226-03415-3)
- Casa HowHard
  - t. 1 : Casa HowHard, Geisha Éditions, coll. « BD pour adultes », 2000  (ISBN 2-914094-07-8)
  - Casa HowHard 1 + 2, Dynamite, coll. « Canicule », 2007  (ISBN 978-2-915101-25-6)
  - Casa HowHard 3 + 4, Dynamite, coll. « Canicule », 2009  (ISBN 978-2-915101-41-6)
  - Casa HowHard 5, Dynamite, coll. « Canicule », 2012  (ISBN 978-2-915101-83-6)
- La Forteresse de la douleur, Geisha Éditions, coll. « BD pour adultes », 2000  (ISBN 2-914094-01-9)
- Chiara Rosenberg (dessin), scénario de Celestino Pes
  - Chiara Rosenberg trad. Jean-Paul Jennequin, Dynamite, coll. « Canicule », 2003  (ISBN 2-915101-03-5)
  - Chiara Rosenberg, la double vie d’une dominatrice (réédition mise en couleur et augmentée), Delcourt, coll. « εrotix », 2010  (ISBN 978-2-7560-2067-9)
- Sans famille
  - Sans famille, Dynamite, coll. « Canicule », 2005  (ISBN 2-915101-16-7)
  - réédition sous le titre Aura l’orpheline, Delcourt, coll. « εrotix », 2013  (ISBN 978-2-7560-3604-5)
- Beba, Dynamite, coll. « Canicule »
  - Les 100 pipes, 2010  (ISBN 2-915101-09-4)
  - Red Domina, 2010  (ISBN 978-2-915101-54-6)
  - Lady Brown, 2014  (ISBN 978-2-362-34118-2)
- Des dieux et des hommes t. 2 : Entre chiens et loups, scénario de Jean-Pierre Dionnet, dessin avec Corrado Mastantuono, Dargaud, 2011  (ISBN 978-2-205-06432-2)
- Trans/Est (dessin), scénario de Daniele Brolli, Serious Publishing, 2016  (ISBN 978-2-363-20012-9)
- BizarrerieS (contient La Forteresse de la douleur et autres histoires, divers scénaristes), Delcourt, coll. « εrotix », 2017  (ISBN 978-2-7560-9088-7)
- Hollywoodland, Éditions Paquet, 2021 (Scénario de Michele Masiero)
- Sweet Jayne Mansfield, Glénat, 2021, (Scénario de Jean-Michel Dupont)

### Éditions étrangères
- Stella Norris 1. Hurricane, Carlsen Verlag, Allemagne, 1992, (textes de Lorena Canossa).  (ISBN 978-3-551-01921-9).
- Stella Noris 2. Die Stimme des Blutes, Carlsen Verlag, Allemagne, 1992, (textes de Lorena Canossa).  (ISBN 978-3-551-01922-6).
- Casa Howhard Vol.1, NBM Publishing Company, États-Unis, 2004.  (ISBN 978-1-56163-292-3).
- Casa Howhard Vol.3, NBM Publishing Company, États-Unis, 2005.  (ISBN 978-1-56163-410-1).
- Bayba: Lady Brown, NBM Publishing Company, États-Unis, 2008.  (ISBN 978-1-56163-539-9).
- Casa Howhard Vol.5 - Manga Dreams, NBM Publishing Company, États-Unis, 2010.  (ISBN 978-1-56163-598-6).

### Autres
- Sexyrama - L'immagine della donna nelle copertine dei periodici dal 1960 al 1979, Roma, Coniglio Editore, 2008.  (ISBN 978-88-6063-134-3).
- Sofia Loren “Rapita dal cinema”, Roma, Struwwelpeter, 2010 (préface de Vincenzo Mollica (it)).  (ISBN 978-88-6237-030-1).